# Вальпараисо (Сакатекас)
Вальпараисо (исп. Valparaíso) — город в Мексике, штат Сакатекас, входит в состав одноимённого муниципалитета и является его административным центром. Численность населения — 13557 человек (2020 год).

## История
Город основан в 1698 году.